# Damoh
Damoh (en hindi: दमोह ) es una localidad de la India, centro administrativo del distrito de Damoh en el estado de Madhya Pradesh.

## Geografía
Se encuentra a una altitud de 386 m s. n. m. a 263 km de la capital estatal, Bhopal, en la zona horaria UTC +5:30.

## Demografía
Según estimación 2010 contaba con una población de 126 255 habitantes.